# Obdobje Džomon
Obdobje džomonske kulture (縄文時代 "Džomon džidaj", po vzorcu vrvi, ki se je pojavljal na lončenini) je čas v japonski zgodovini med letoma 14.000 in 300 pr. n. št. (novi popravki v 1000 pr. n. št.), ko je Japonsko otočje naseljevalo lovsko-nabiralniško ljudstvo, ki je doseglo visoko stopnjo kulturne kompleksnosti in sedentizma (ustalitev na enem kraju brez selitev). Ime »potiskan z vrvjo« je prvi uporabil ameriški orientalist Edward S. Morse po odkritju črepinj lončenine z vzorci, ki so nastali s pritiskanjem vrvi v mokro glino, kar je prevedel v džomon (縄文, vzorec vrvi). Spada med starejše najdbe lončenine v vzhodni Aziji in na svetu.
Obdobje Džomon je bilo bogato z orodjem in nakitom iz kosti, kamenja, školjk in rogov, lončenimi figurami in posodjem ter lakiranimi izdelki. Po kulturni raznolikosti bi lahko obdobje primerjali s predkolumbovskimi kulturami pacifiškega severozahoda Severne Amerike in še posebej kulturo Valdivia iz Ekvadorja, ki so se tudi preživljale samo z omejeno uporabo kmetijstva.

## Faze Obdobja Džomon

### Začetna in prva faza (14.000 – 4000 pr. n. št.)
Sledovi paleolitske kulture s kamnitim orodjem na območju Japonske segajo okoli 35.000 let v preteklost. V času začetne faze pred 16.000 leti je bila Japonska zelo verjetno še vedno polotok s kopensko povezavo preko Hokaida. Ob koncu zadnje poledenitve pred 12.000 leti se je morska gladina dvignila in najbližje kopno na Korejskem polotoku je bilo kar 190 kilometrov stran od najjužnejšega otoka Kjušuja. To je dovolj blizu, da je Japonska ostala pod vplivom celinskega dogajanja in hkrati dovolj daleč, da se je lahko razvijala tudi povsem neodvisno.
Konec ledene dobe je pomenil velike spremembe v vegetaciji. Jugozahodni Honšu, Šikoku in Kjušu so preraščale širokolistne kritosemenke, na severovzhodu Honšuja in na Hokaidu pa so prevladovale listaste kritosemenke in iglavci. Mnoga drevesa, kot so bukev, hrast, kostanj in divji kostanj, so proizvajala užitne oreške in želode, ki so bili zadosten vir energije za živali in ljudi. V severovzhodna morja je morski tok Ojašio s severa prinašal obilje morske hrane, med drugim tudi lososa. V naselbinah ob Tihem oceanu in Japonskem morju so se prehranjevali tudi s školjkami, za sabo pa puščali velika odlagališča lupin, ki so jih arheologi kasneje uporabljali za raziskave. Drugi omembe vredni viri hrane so tudi jelen sika, divja svinja, jamu podobne gomoljnice in sladkovodne ribe. Prebivalstvo se je zgostilo ob visoko produktivnih listopadnih gozdovih srednjega in severnega Honšuja, džomonske najdbe pa se razprostirajo od Hokaida do otočja Rjukju.

#### Zgodnje lončarstvo
Najstarejše najdbe iz lončenine so nastale še pred obdobjem Džomon (najdišče 1 Odai Jamamoto, Kamikuroiva, jama Fukui). Mnogi verjamejo, da so proizvodnjo izumili na azijski celini na Kitajskem pred približno 20.000 leti (jama Šjanren, Džjangši, Kitajska), kasneje pa se je znanje preneslo tudi v okolico. Džomonsko lončarstvo je potiskano z značilnim vzorcem vrvi, ki je bil odtisnjen še v vlažno glino. Lončarstvo iz tega obdobja se sicer pojavi v več kot 70 slogih z mnogimi lokalnimi variantami. Starodavnost teh najdb so spoznali šele z uvedbo metode radiokarbonskega datiranja. Najzgodnejše posodje je bilo majhno z zaobljenim dnom, visoko 10-50 cm. Uporabljalo se je za vretje hrane in morda tudi shranjevanje pred kuho. Ker so bili prebivalci Japonskega otočja lovci in nabiralci, so potrebovali majhno lončenino, ki so jo enostavno prenašali s seboj. Z večanjem prostornine kasnejših kosov posodja se je zanje verjetno začel nov slog življenja brez stalnega preseljevanja. Pojavi se bolj zapleten slog dekoracije, valujoči rob in ravno dno, da se jih lahko postavi na ravne površine. Tedanji prebivalci Japonskega otočja so bili verjetno pol-selivci in lovci-nabiralci kljub pojavi večjega posodja, saj je bilo naravnih virov za prehranjevanje dovolj za približno 20.000 ljudi, ki naj bi živeli na otočju. Uporabljali so orodje iz klesanega in poliranega kamna, pasti in loke, vešči so bili v priobalnem in globokomorskem ribolovu.

#### Zgodnje kmetijstvo
Obseg uporabe hortikulturnih in zgodnjih kmetijskih tehnik je vprašljiv, a je tudi videnje ljudstva Džomon kot lovce-nabiralce verjetno precej poenostavljeno. Obstajajo dokazi, da so skrbeli za drevesa, iz katerih so znali pridobivati lak in nabirali oreške, gojili pa naj bi tudi sojo, konopljo, perillo, fižol azuki in buče. Sorta udomačene breskve se pojavi pred 6400-6700 leti. Ukvarjali naj bi se tudi s požigalnim poljedelstvom, predvsem kultivacijo riža, ječmena in ajde.

#### Selitve prebivalstva
Po koncu začetne faze obdobja Džomon pred 10.000 leti je prišlo do povečanje gostote prebivalstva, ki je dosegla eno najvišjih na svetu v tistem času za primerljive kulture. Študije porazdelitve genetskega materiala kažejo celo na vzorec izseljevanja iz območja okoli Japonskega morja proti preostanku vzhodnega dela Azije in demografsko širjenje, ki je doseglo Ameriko po poteh ob pacifiški obali.

### Zgodnja in srednja faza (4000–1500 pr. n. št.)
V zgodnjem in srednjem obdobju Džomon se je populacija eksplozivno povečala, saj je naselbin vse več. Obdobji se zgodita med holocenskim klimatskim optimumom, ko je postajalo podnebje bolj vlažno. Pojavijo se visoko dekorirane lončene posode in figure v slogu dogu ter lakirani leseni predmeti. Kljub okraševanju lončenine ostane keramika vedno zelo groba. V tem obdobju se je povečala zapletenost načrtovanja jamskih hiš, najpogosteje uporabljenega načina stanovanja v tistem času. with some even having paved stone floors. Nekatere so imele tla, tlakovana s kamnom.
Študija iz leta 2015 je pokazala, da se je ta oblika bivališča nadaljevala vse do kulture Satsumon. Z uporabo arheoloških podatkov o številu cvetnega prahu je ta faza najtoplejša od vseh faz. Do konca te faze začne toplo podnebje prehajati v trend ohlajanja.

### Pozna in končna faza (1500–900/300 pr. n. št.)
Po 1500 pr. n. št. se je podnebje ohladilo, prebivalstvo pa se je hitro krčilo, zato je najdišč manj. Zaradi povečanega stika s Korejskim polotokom se na Kjušuju pojavi novi tip naselbin z začetkom okoli leta 900 pr. n. št. Novi priseljenci so s seboj prinesli namakalno/vlažno vzgajanje riža, metalurgijo brona in železa, pa tudi nov slog lončarstva mumun. Novi prišleki naj bi sobivali z ljudstvoma Džomon in Jajoj vsaj 1000 let. Po celotnem otočju, razen na Hokaidu, nova kultura kmetovalcev iz obdobja Jajoj nadomesti končni Džomon. Na Hokaidu se džomonska kultura nadaljuje s po-Džomonom in epi-Džomonom, nazadnje pa okoli 7. stoletja s kulturo Sacumon.

## Mit stvarjenja
Miti o izvoru japonske civilizacije segajo v kar danes imenujemo obdobje Džomon, čeprav se ne skladajo z arheološkimi dognanji o tej dobi. 11. februar 660 pr. n. št. je tradicionalni datum, ko naj bi cesar Džinmu ustanovil japonski rod. Ta različica zgodovine izhaja iz najstarejših japonskih pisnih virov, Kodžikija in Nihon Šokija iz 8. stoletja, ko je Japonska osvojila kitajsko pisavo. Nekateri drugi elementi japonske sodobne kulture verjetno izhajajo iz tega obdobja in odsevajo vpliv živahnih selitev iz severne Azije, južnega Pacifika in območij poselitve z ljudstvom Džomon. Med njimi so predhodni elementi šintoističnega verovanja, nekatere poročne šege, tehnološki dosežki, kot so lakiranje, laminirani loki jumi ter obdelava kovine in stekla.

## Genetika
Razmerje med ljudstvom Džomon in sodobnimi Jamato Japonci, ljudstvom Ajnu in Rjukjuanci je raznoliko in ne najbolje pojasnjeno. Morfološke študije zob in genetske raziskave jih pred doselitvijo uvrščajo na jug, bakteriološke pa na sever Azije. Jamato Japonci so mešanica Džomoncev in ljudstva Jajoj, dveh večjih predniških skupin, ki sta na Japonsko prišli ob različnih časih po različnih poteh. Kljub določenim fizičnim karakteristikam, kot so velika poraščenost, ki jih povezuje s Evropejci, so Džomonci genetsko najbližje ljudstvom jugovzhodne Azije.
- Glinena figura iz poznega Džomona, Kazahari 1, Prefektura Aomori, 1500 - 1000 pr. n. št.
- Glinena figura, pozni Džomon (1000 – 400 pr. n. št.), Narodni muzej Tokio
- Vaza iz srednjega Džomona
- Posoda s spiralami, končni Džomon, slog kamegaoka